# Strozziové
Strozziové (italsky Strozzi) je italský šlechtický rod původem z Florencie.

## Historie

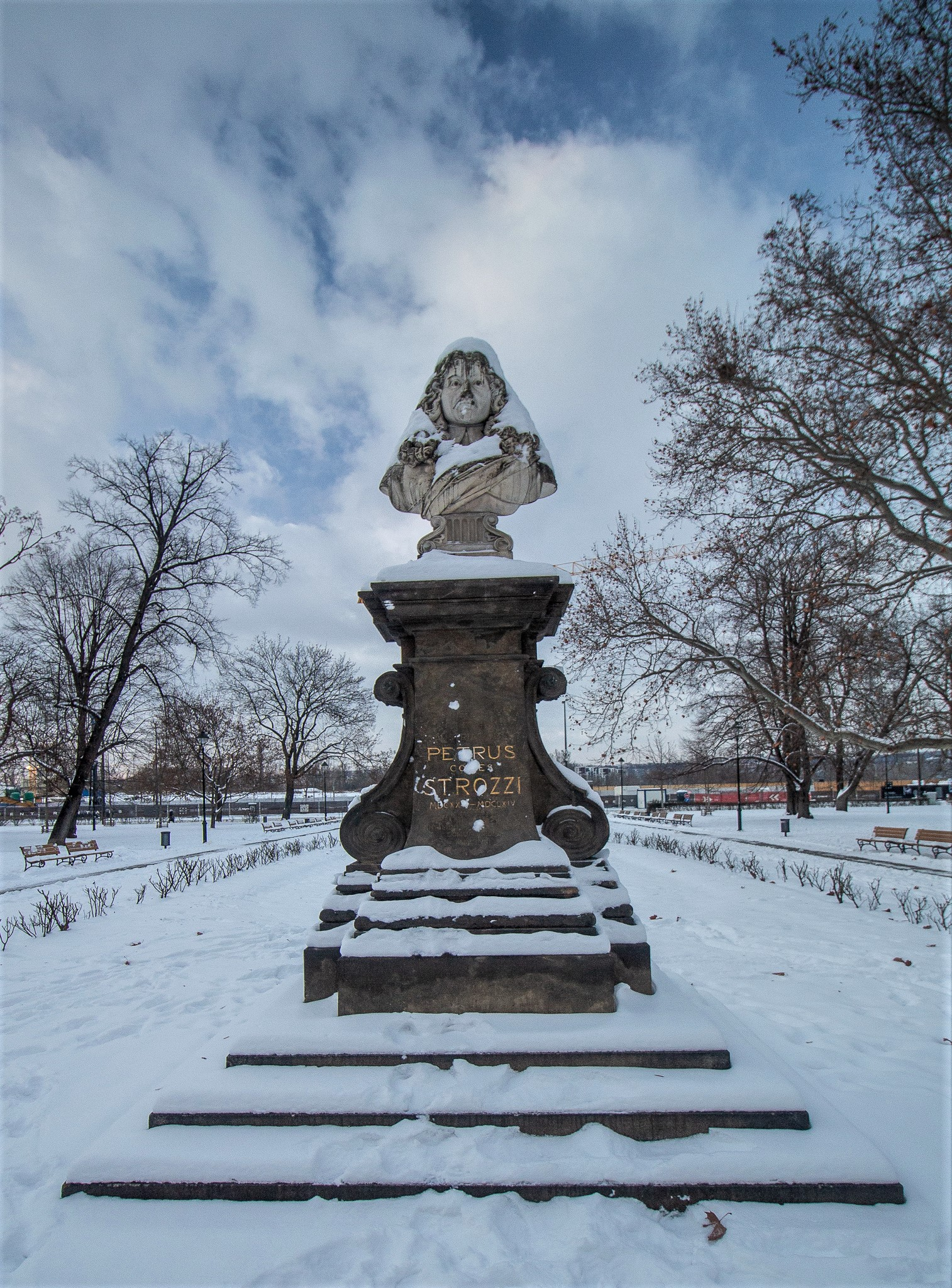
Pomník generála Petra Strozziho u Invalidovny v pražském Karlíně. (Autor Mořic Černil)

Rod Strozziů je doložený již ve 13. století. Původně zbohatli jako bankéři a patřili k předním patricijským rodům svého města. Zastávali významné funkce (včetně gonfalonierů) a soupeřili o moc s Mediceji, kterým ovšem v 15. století podlehli.

### Rod v Čechách
Do českých zemí přišli Strozziové během třicetileté války, kdy získali konfiskované statky. Jakub (Giacomo) Strozzi dosáhl hodnosti polního podmaršálka a sloužil jako komoří císaře Ferdinanda II. 25. února 1634 dostal od císaře panství Hořice a statek v Třebověticích za zásluhy v boji. Panovník se tak rozhodl po smrti předchozího hořického pána, frýdlantského vévody Albrechta z Valdštejna.

### Petr Strozzi
Významný byl rovněž Jakubův syn a dědic, diplomat a voják Petr Strozzi. Ten ve službách císaře Ferdinanda III. získal postupně hodnost generála a podmaršálka. Padl roku 1664 v bitvě s Turky. Ve své závěti ze 3. srpna 1658 ustanovil založení vojenské invalidní nadace Petra hraběte Strozziho. V Hořicích u Jičína měl být vybudován ústav pro válečné invalidy. Budova Invalidovny však byla nakonec postavena roku 1735 na podnět císaře Karla VI. v pražském Karlíně podle plánů vídeňského architekta Josefa Emanuela Fischera z Erlachu, projekt pak zrealizoval pražský stavitel Kilián Ignác Dientzenhofer.

## Význační členové rodu
- Tommaso Strozzi, v roce 1378 mluvčí ciompiů v době povstání ve Florencii
- Palla Strozzi (1372–1462), politik a humanista, propagáto řeckých studií ve Florencii a Padově. Studoval u Manuela Chrysolorase (1353 - 1415) a založil první veřejnou knihovnu ve Florencii v klášteře Santa Trinita.
- Zanobi Strozzi, malíř, žák fra Angelica (1395–1455)
- Matteo Strozzi, manžel Alessandry Macinghiové (1407–1471), věhlasné spisovatelky. Za jeho mládí v rodině Strozziů půsbil jako učitel Tommaso Parentucelli, pozdější papež Mikuláš V.
- Filippo Strozzi, zvaný il Vecchio, starší (1428–1491),
- Filippo Strozzi, zvaný il Giovane, mladší (1488–1538) ⚭ Clarice de’ Medici (1493–1528), sestra Lorenza di Piero Medicejského
- Piero Strozzi (1510–1558) ⚭ 1539 Laudomia de’ Medici, sestra Lorenzina Medicejského.
- Filippo Strozzi (1541–1582).
- Leone Strozzi (1515–1554), člen Maltézského řádu, později významný admirál ve francouzských službách v boji proti Medicejským. Zemřeů na zranění po útoku na Scarlino.
- Roberto Strozzi ⚭ 1539 Maddalena de’ Medici († 14. dubna 1583), sestra Lorenzina Medicejského
- Tito Vespasiano Strozzi (1425–1505), italský humanista
- Ercole Strozzi (1471–1508), italský šlechtic, humanista a básník
- Giovanni Battista Strozzi, zvaný il Vecchio, starší (1505–1571), italský básník
- Giovanni Battista Strozzi, zvaný il Giovane, mladší (1551–1634), italský spisovatel
- Piero Strozzi, operní skladatel, od roku 1573 do konce 80. let 16. století člen Florentské cameraty
- Bernardo Strozzi (1581–1644), italský malíř, zvaný il Prete Genovese (Janovský kněz) a il Cappuccino (Kapucín)
- Carlo Strozzi (1587–1671), senátor, zakladatel významné knihovny a hodnotné sbírky, známé jako Carle Strozziane. Převážná část sbírky je uložena ve Státním archivu ve Florencii. Také byl autorem nepublikovaného spisu Storietta della città di Firenze (Malé dějiny města Florencie) a Storia della casa Barberini (Malé dějiny rodu Barberiniů), Řím, 1640.
- Barbara Strozziová (1619–1677), barokní hudebnice
- Clarice Strozziová, rozená de’ Medici (1493–1528), příslušnice starší linie Medicejských, od roku 1508 provdaná za florentského bankéře Filippa Strozziho ml.
- Maria Katharina Strozziová, rozená z Khevenhülleru (1633–1714), rakouská šlechtična, manželka generála Petra Strozziho, zakladatelka a vídeňského předměstí Strozzigrund a rodového paláce ve Vídni

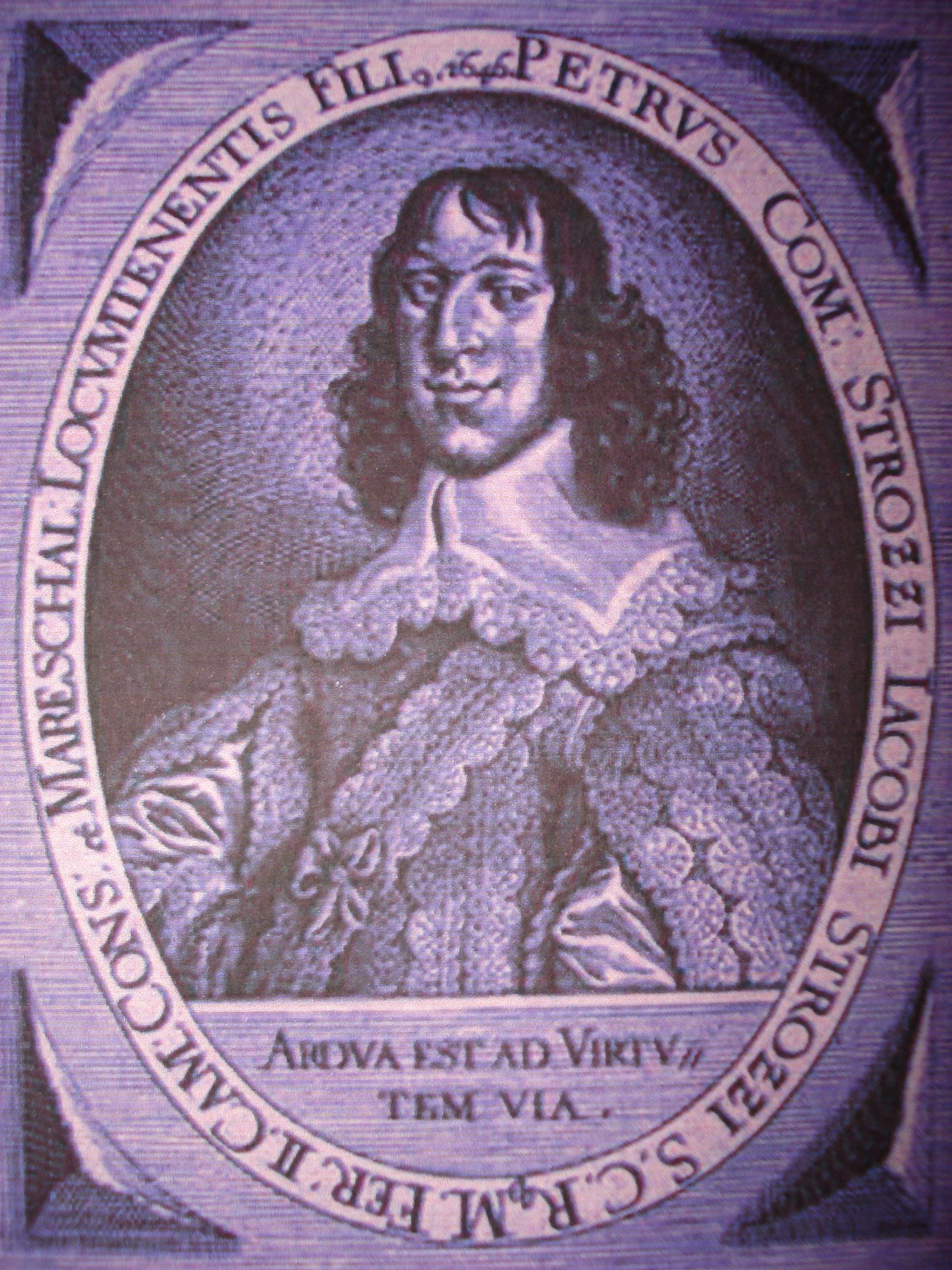
Hrabě Petr Strozzi (1626–1664)

- Peter Strozzi (1626–1664), hrabě v Čechách, císařský komorník a generál-polní podmaršálek. Padl v roce 1664 při obléhání Nového Zrina v severním Chorvatsku, jemuž velel [1]